# Gnophos subsignaria
Gnophos subsignaria là một loài bướm đêm trong họ Geometridae.